# Там'ян
Там'я́н (рос. Тамьян, башк. Тамьян) — присілок у складі Мелеузівського району Башкортостану, Росія. Входить до складу Мелеузівського сільської ради.
Населення — 353 особи (2010; 223 в 2002).
Національний склад:
- башкири — 79%